# Erber Group
Die Erber Group (Eigenschreibweise ERBER Group) ist eine Firmengruppe im Bereich Futter- und Lebensmittelsicherheit mit Fokus auf natürliche Futtermittelzusätze, Futter- und Lebensmittel-Analyse und biotechnologischen Pflanzenschutz mit Konzernsitz in Österreich.
Die Erber Group besteht aus Biomin und Romer Labs. Vertriebspartner eingeschlossen, ist die Erber Group in über 130 Ländern der Erde vertreten – in rund 38 davon mit eigenen Niederlassungen. Die internationale Ausrichtung sowie die eigene Forschung und Entwicklung sind wichtige Erfolgsfaktoren und tragen seit über 35 Jahren zum Wachstum bei.
Die Firma wurde 1983 als „Erber KG“ und später „Biomin GmbH“ in Pottenbrunn, Stadtteil von St. Pölten gegründet und war bis 2020 in Familienbesitz.
Im Jahr 2019 wurde bekannt, dass der Gründer Investoren für das Unternehmen sucht, nachdem keines seiner drei Kinder größeres Interesse für das Unternehmen zeigt. Dem zufolge gab das Unternehmen im Juni 2020 den Verkauf des Unternehmens an den niederländischen Chemiekonzern Royal DSM um einen Verkaufspreis von 980 Millionen Euro bekannt. Nicht vom Verkauf betroffen waren die beiden kleinen Sparten Sanphar und EFB, die etwa sieben Prozent des Gesamtumsatzes ausmachten.

## Standorte
- DSM Austria GmbH, Getzersdorf
- Biomin Animal Nutrition GmbH, Getzersdorf, Regionale Zentrale für Europa, Mittlerer Osten und Africa
- Biomin America Inc., Kansas, Regionale Zentrale Nordamerika
- Romer Labs, Newark, Regionale Zentrale Nordamerika
- Biomin do Brasil Ltda, Piracicaba, Regionale Zentrale Lateinamerika
- Romer Labs Singapore Pte Ltd, Regionale Zentrale Asien und Pazifischer Raum
- Biomin Singapore Pte Ltd, Regionale Zentrale Asien und Pazifischer Raum